# Manuel Villamor Reyes
Manuel Bartholomew Villamor Reyes (Corozal, Belice, 24 de agosto de 1928-Chetumal, Quintana Roo, México; 1 de noviembre de 2018) fue un pintor, muralista, músico y compositor beliceño, radicado en México.

## Vida
Nació en Honduras Británica, hoy Belice, el 24 de agosto de 1928. Creció inmerso en una atmósfera de frontera, rica en diversidad cultural con raíces mexicanas, predominantemente mayas.  
Villamor estudió en St. John ́s College, Belice. Continuó sus estudios en Estados Unidos a partir de 1952, becado y bajo la dirección de John Howard Benson de Yale School of Design in New Port, Rhode Island. En 1959, Villamor se graduó en la Escuela de Arte de Cooper Union en Nueva York. En el mismo año, se mudó a California, donde vivió y pintó de 1960 hasta 1986.
Posteriormente, radicó en Chetumal, Quintana Roo y siguió realizando su trabajo creativo hasta su fallecimiento.							
Su participación en exhibiciones grupales fue prodigiosa. Empezando en 1958 hasta su muerte:			
Se incluye la Casa de la Cultura en Guadalajara. “17 Artistas Travelling Show” auspiciada por Illinois Bell Telephone, Chicago. La Sociedad de Artistas de Marin Ross. El Centro de Arte de Richmond; varias galerías universitarias en California incluyendo De Saisset Gallery de la Universidad de Santa Clara; Mills College Universidad de San Francisco; College of Martin; Universidad de California; Berkley; The Oakland Museum; San Francisco of Modern Art y The Mexican Museum. Galería de la Raza, ADI Gallery y The Art Commission Gallery, en San Francisco.
Durante los años de 1951 a 1982, Manuel Villamor tuvo varias exposiciones individuales en:
The University Gallery of the University of the West Indies, Kingston, Jamaica; California Palace of the Leg of Honor; Maxwell Galleries; Palo Alto Art Center; Zara Gallery; Falkirk Community Cultural Center of San Rafael and University High School of San Francisco y El Museo Mexicano, también en San Francisco.
Desde 1986 a la fecha, exposiciones en Quintana Roo: Chetumal, Carrillo Puerto, Cozumel y Cancún. Algunas de las más significativas se han llevado a cabo en el Museo de la Cultura Maya, en Chetumal, Quintana Roo, ocurriendo la primera en 1994; la exposición "Luces y Sombras" en 1998 y la "Retrospectiva Manuel Villamor" en 2009.
Otra exhibición retrospectiva presentada por la Embajada de México en Belice, a través del Institute of Cooperation and Culture Mexico-Belize, en 1996.    

                                                               Manuel Villamor ha recibido críticas como la de Tom Albright, “San Francisco Chronicle”:  

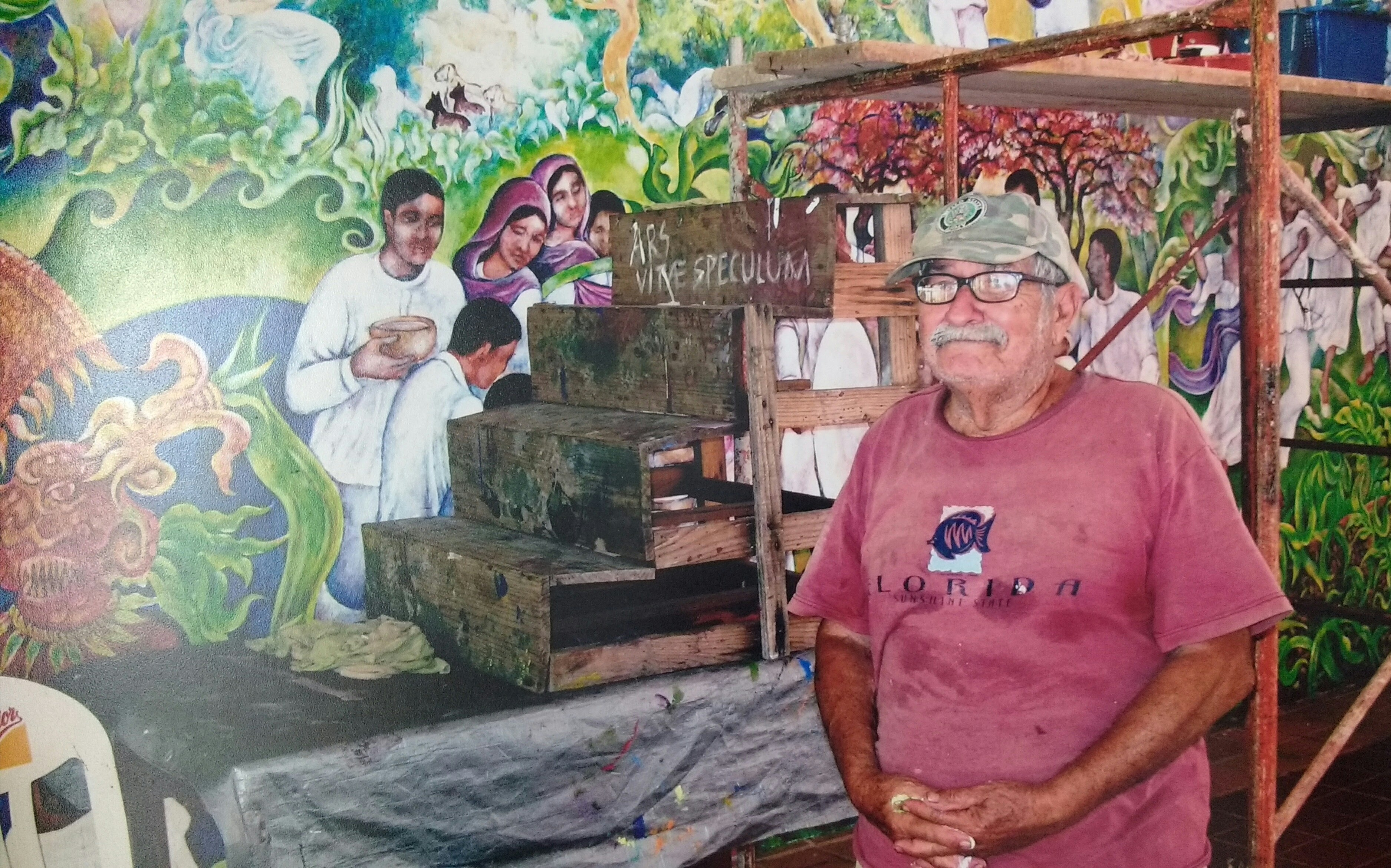
Manuel Villamor trabajando en el mural "Génesis Cultural", 2011.

“Villamor posee un manejo extraordinario de la luz, de ese tipo de luz que logra filtrar a través del follaje, o que puede disolver a fin de crear auras sonambulísticas de un color purpurino post impresionista”.
Mary Stofflet, “Artweek”:
“Las pinturas de Villamor traslucen un sentido vigoroso, casi cósmico, con una sensación de que todo lo que él conoce de selvas tropicales y religiones ancestrales, lo ha podido transformar en color auténtico”.

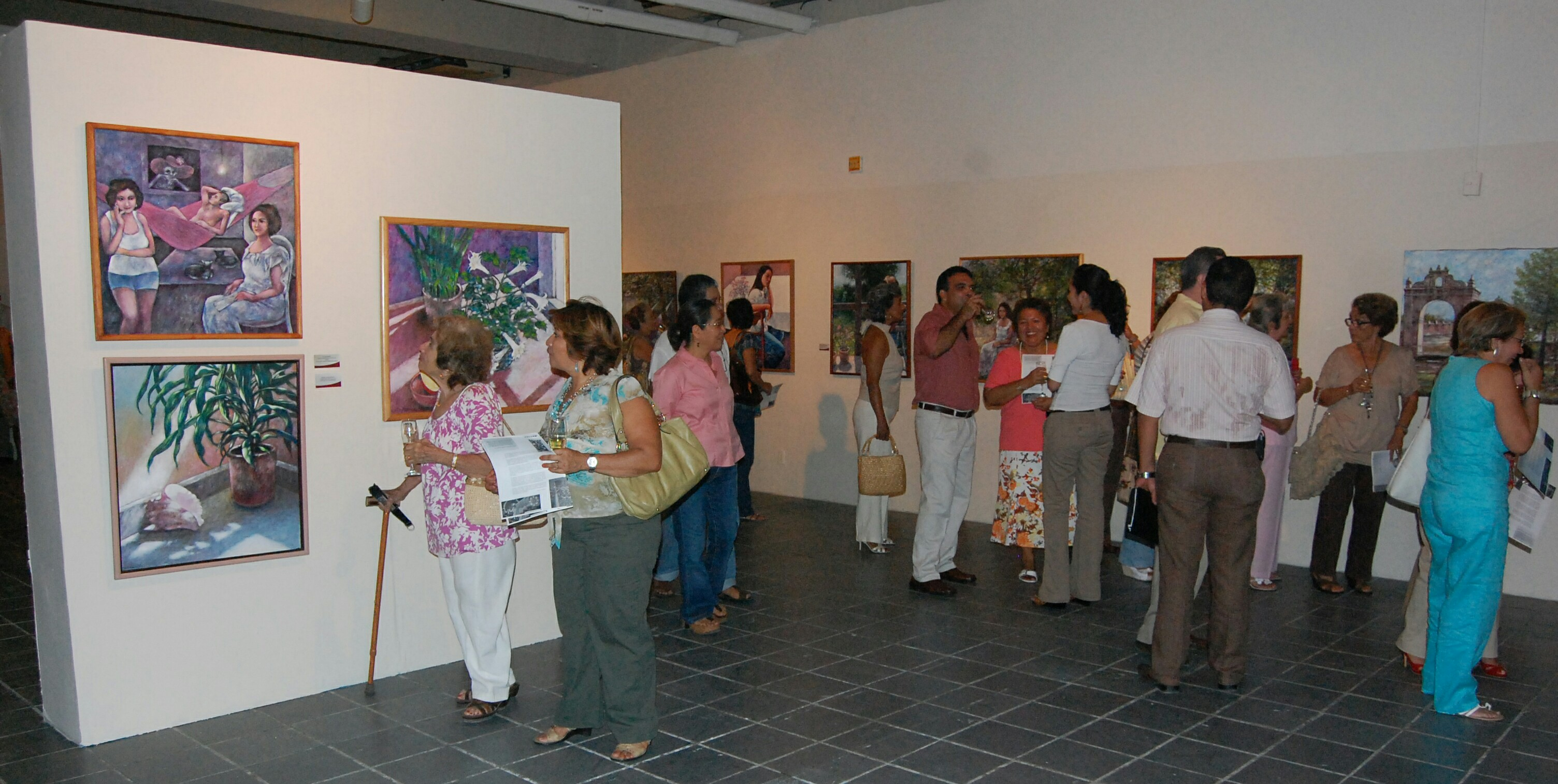
Exposición retrospectiva de Manuel Villamor, Chetumal, Quintana Roo.

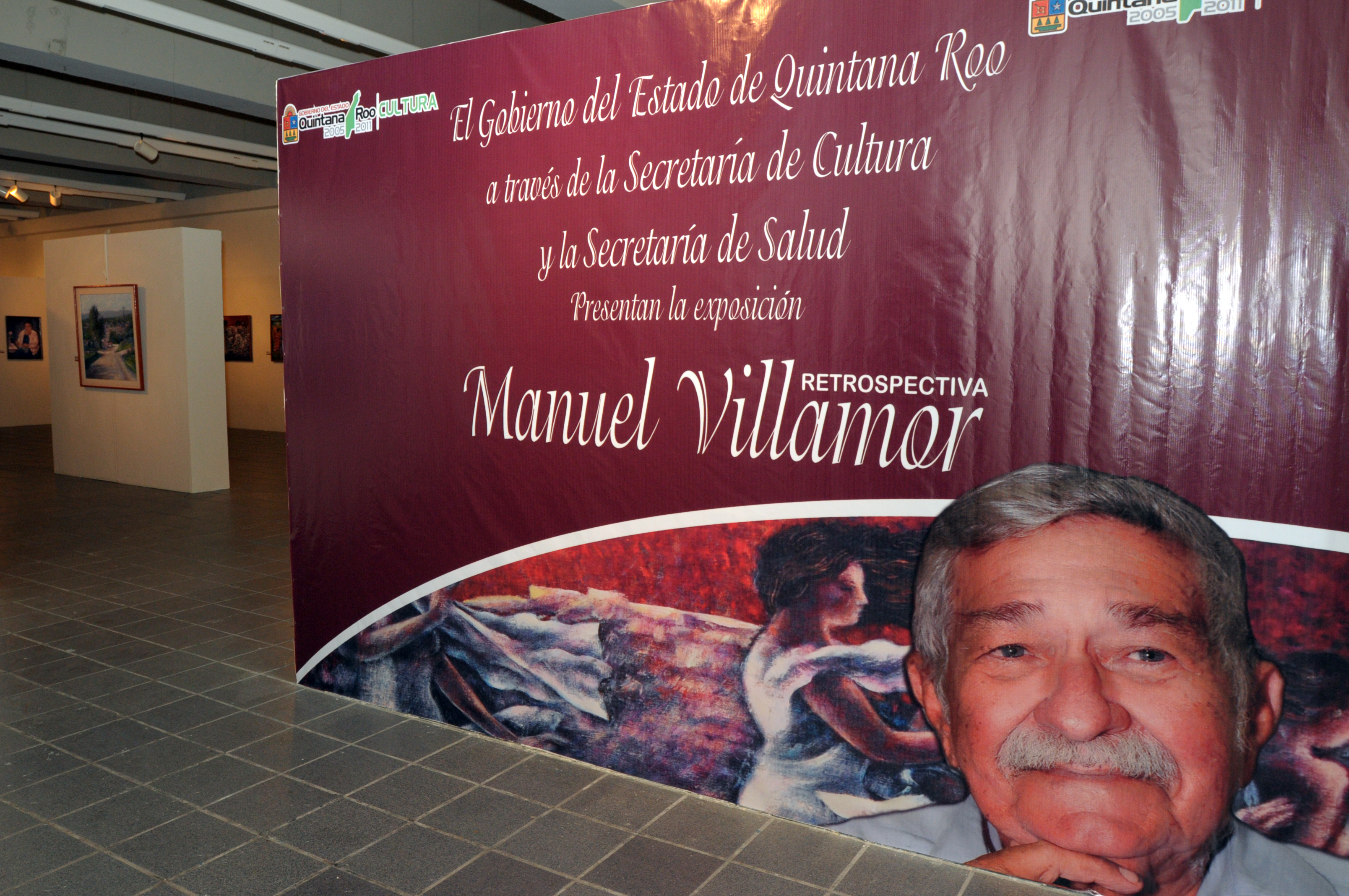
Exposición retrospectiva de Manuel Villamor, Chetumal, Quintana Roo.

## Reconocimientos y comisiones
Villamor recibió los siguientes honores y comisiones:
- 1967-Sociedad de Artistas de Marin Ross, Premio Fred Kock y premios anuales de la misma sociedad.
- 1972-Premio de adquisición, Festival de San Francisco.
- 1975-Seleccionado para intercambio de exposición en Guadalajara, México.
- 1975-Comisionado para crear un mural en el Hospital General de San Francisco, California.
- 1976-Premio de adquisición en el Festival de Arte de San Francisco para el Hospital General.
- 1979-Premio de adquisición Aeropuerto Internacional de San Francisco, California.
- 1986-Comisionado a pintar mural en la Casa del Pueblo, Corozal, Belice.
- 2007-Belize Postal Service, General Post Office, Belize City, emitió timbre postal en mayo de 2007, utilizando una sección del mural de Corozal Town Hall que Villamor realizó años atrás.
- 2011-Invitado a realizar el mural "Génesis Cultural", dentro de la Escuela Estatal de Música en Chetumal, Quintana Roo.
- 2015-Reconocimiento a la trayectoria, otorgado por el H. Ayuntamiento de Othón P. Blanco.Reconocimiento otorgado a la trayectoria de Manuel Villamor, por el H. Ayuntamiento de Othón P. Blanco en 2015.

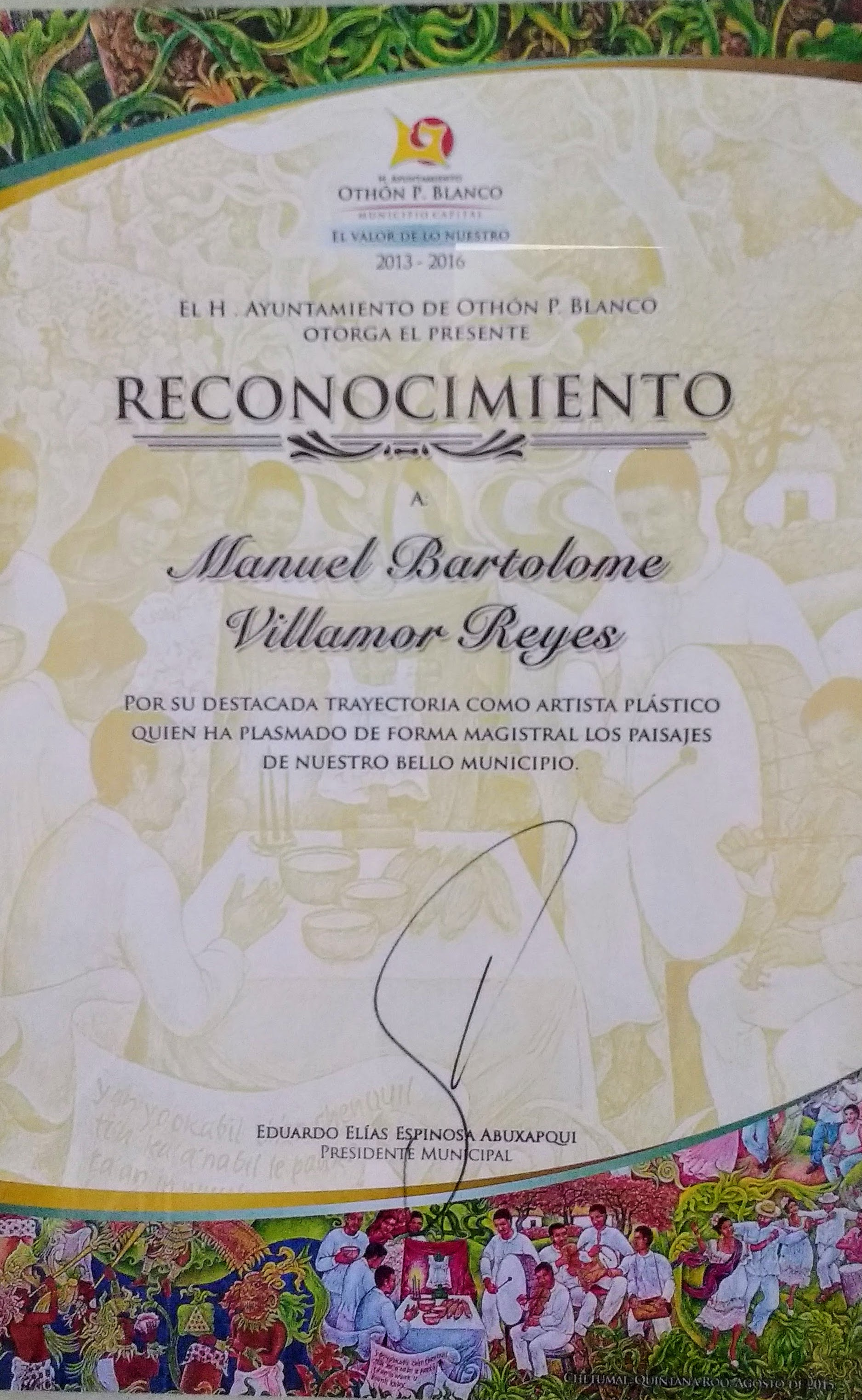
Reconocimiento otorgado a la trayectoria de Manuel Villamor, por el H. Ayuntamiento de Othón P. Blanco en 2015.